# Faruk Šehić
Faruk Šehić (Bihać, 14 aprile 1970) è un poeta, scrittore e giornalista bosniaco.

## Biografia
Ha studiato veterinaria a Zagabria fino allo scoppio della guerra in Bosnia, nel 1992, quando ha fatto ritorno per arruolarsi nell'esercito della Federazione di Bosnia ed Erzegovina. Durante il conflitto è stato comandante di un'unità di centotrenta soldati ed è stato ferito gravemente a un piede. Dopo la guerra ha studiato Letteratura all'Università di Sarajevo.
Considerato una delle voci più autentiche e poetiche dell'ex-Jugoslavia, pone al centro della sua opera l'esperienza della guerra, raccontandone la quotidianità, la brutalità, ma anche l'umanità con uno stile sobrio e poetico. Ha pubblicato: Poesie in divenire (Sarajevo, 2000), Hit Depot (Sarajevo, 2003), Sotto pressione (racconti brevi, Sarajevo-Zagabria, 2004), Transsarajevo (Zagabria, 2006).
Per i suoi versi di Ritorno alla natura ha vinto il Premio Letterario Camaiore per l'autore internazionale.